# Albert William Herre
Albert William Christian Theodore Herre (16. září 1868 Toledo v Ohiu – 16. ledna 1962 Santa Cruz v Kalifornii) byl americký ichtyolog a lichenolog.
Vystudoval Stanfordovu univerzitu, kde roku 1903 získal bakalářský titul z botaniky, později na Stanfordu získal i magisterský (1905) a doktorský titul z ichtyologie (1908). V letech 1909–1910 přednášel biologii na Nevadské univerzitě a v letech 1910–1912 na Oakland High School v Kalifornii.
V letech 1919–1928 Albert William Herre, kdy byl šéfem sekce rybářství vědeckého úřadu ve filipínském hlavním městě Manile (Filipíny v té době byly územím Spojených států), kde se mu podařilo objevit a popsat nové druhy ryb.
Roku 1928 se stal ředitelem zoologické sekce muzea Stranfordské univerzity a byl jím až do roku 1946, kdy odešel do důchodu. I v důchodu se však věnoval výzkumu; po roce 1957 svůj zájem zaměřil také na lišejníky. Zemřel 16. ledna 1962 v kalifornském Santa Cruz.

## Vybrané články
- HERRE, Albert William. Distribution of the true fresh-water fishes in Philippines I: The Philippine Cyprinidae. Philippine Journal of Fisheries.  Manila: Bureau of Printing, 1924, roč. 24, čís. 3, s. 249–307. (anglicky)
- HERRE, Albert William. Notes on Philippine Sharks, II. The great white shark, the whale shark, and the cat sharks and their allies in the Philippines. Philippine Journal of Fisheries.  Manila: Bureau of Printing, 1925, roč. 26, čís. 1, s. 113–129. (anglicky)
- HERRE, Albert William. Gobies of the Philippines and the China sea. The Philippine Bureau of Science, Monographic Publications on Fishes.  Manila: Bureau of Printing, 1927, čís. 23, s. 78. (anglicky)